# A Call to Spy
A Call to Spy (Las espías de Churchill en España y Llamadas a espiar en Hispanoamérica) es una película dramática estadounidense de 2019, escrita y producida por Sarah Megan Thomas y dirigida por Lydia Dean Pilcher. Está inspirada en las historias de Virginia Hall, Noor Inayat Khan y Vera Atkins, tres mujeres que trabajaron como espías en la Segunda Guerra Mundial.
El título es una variante estilística de Una llamada a las armas. A Call to Spy tuvo su estreno mundial el 21 de junio de 2019, en el Festival Internacional de Cine de Edimburgo, y en los cines de Estados Unidos, el 2 de octubre de 2020.

## Premisa
Durante la Segunda Guerra Mundial, con una Gran Bretaña desesperada, el primer ministro Winston Churchill ordena a su nueva agencia de espías, el Ejecutivo de Operaciones Especiales (SOE), que reclute y entrene mujeres como para realizar actividades de espionaje. Su misión es realizar sabotajes y construir una resistencia. Vera Atkins (Stana Katic) recluta a dos inusuales candidatas: Virginia Hall (Sarah Megan Thomas), una estadounidense ambiciosa con una discapacidad, y Noor Inayat Khan (Radhika Apte), una pacifista musulmana de origen indio. Estas mujeres ayudan a socavar el régimen nazi en Francia.

## Reparto
| Actor              | Personaje           |
| ------------------ | ------------------- |
| Sarah Megan Thomas | Virginia Hall       |
| Stana Katić        | Vera Atkins         |
| Radhika Apte       | Noor Inayat Khan    |
| Linus Roache       | Maurice Buckmaster  |
| Rossif Sutherland  | Dr. Chevain         |
| Samuel Roukin      | Christopher         |
| Andrew Richardson  | Alfonse             |
| Laila Robins       | Pirani              |
| Marc Rissmann      | Klaus Barbie        |
| Mathilde Ollivier  | Giselle             |
| Joe Doyle          | Padre Robert Alesch |

## Producción
Para escribir el guion original de la película, Sarah Megan Thomas se basó en años de investigación, y además, para preparar su papel, interpretó a parientes vivos de Virginia Hall.
Pilcher declaró que se sintió atraída por la historia de las tres mujeres debido a que creía que el poder del multiculturalismo era relevante para el "auge actual del nacionalismo y el extremismo", además de que quería presentar sucesos que no habían recibido la suficiente atención o reconocimiento. Para prepararse para el papel de Noor Inayat Khan, Radhika Apte debió leer sobre personajes históricos, ver películas de espías y leer novelas clásicas relevantes para el personaje.
La fotografía principal de la película se llevó a cabo en las ciudades de Filadelfia y Budapest, que también proporcionaron créditos fiscales a la producción.

## Lanzamiento y recepción
La película tuvo su estreno mundial como Liberté: A Call to Spy en el Festival Internacional de Cine de Edimburgo durante la conmemoración del 75 aniversario del Día D.
La película resultó ganadora del premio Audience Choice Award en números récord en el Festival de Cine de Whistler, donde el 97% votó por ella como su película favorita, siendo «las cifras más altas desde que La La Land se llevó el premio a casa». A su vez, ganó el premio de la Alianza de Mujeres Periodistas Cinematográficas. En 2020 fue galardonada por la Liga Antidifamación en el Festival Internacional de Cine de Santa Bárbara con un voto unánime del jurado. IFC Films adquirió los derechos de distribución en Norteamérica, con un estreno en cines, siendo estrenada a finales de 2020.
La película ha sido bien reseñada por la crítica y bien recibida por el público en el circuito de festivales. Screen Daily señaló que se trataba de "un título para destacar".
En el Reino Unido, Signature Entertainment lanzó A Call To Spy el 23 de octubre de 2020 con críticas positivas de los principales medios. El periódico The Times decía: «es una historia convincente de valentía y sacrificio extraordinarios. Cada mujer dejó un legado inconfundible y la película es un tributo a su valentía e ingenio». The Guardian calificó la película como una «meticulosa descripción de agentes femeninas en tiempos de guerra», mientras que Sunday Mirror dijo que era "una película poderosa e inspiradora sobre mujeres que dejaron un vital legado».
Sheila O'Malley del sitio RogerEbert.com otorgó A Call to Spy, 3.5 de 4 estrellas y comentóː «Un excelente drama histórico. Estaba absorta en cada momento de los 123 minutos de duración de la película». Indiewire comentó sobre la película «Un drama robusto sobre las espías pasadas por alto en la Segunda Guerra Mundial». 
A nivel internacional, en la India, Amazon adquirió la los derechos como "Amazon Original"; En The Times of India se comentó: «Respaldado por actuaciones espectaculares y una escritura sólida, 'A Call to Spy' es un thriller de espías realista y atractivo que tiene un fuerte impacto emocional».
El agregador de reseñas, Rotten Tomatoes dijo que la película «supera una sorprendente falta de tensión con un atractivo tributo general a un grupo de heroínas de la Segunda Guerra Mundial que a menudo se pasa por alto».